# 1890-talet
1890-talet var det decennium som inleddes 1 januari 1890 och avslutades 31 december 1899.

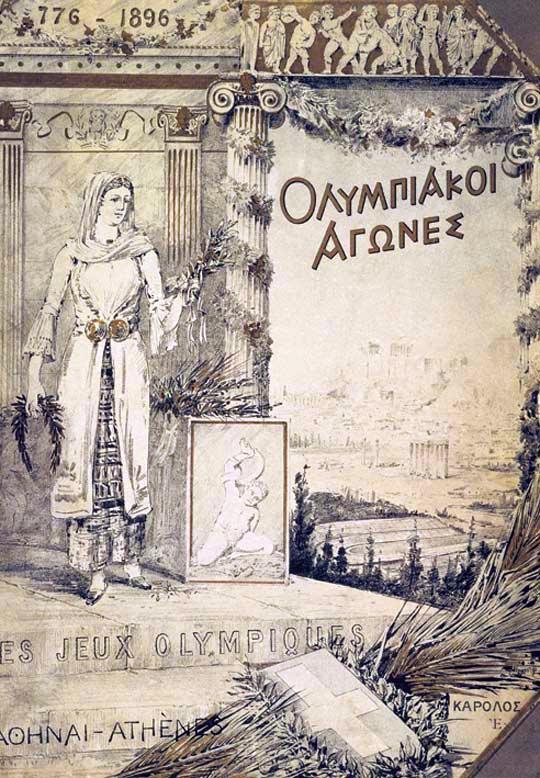
De första moderna olympiska spelen avgörs i Aten 1896.

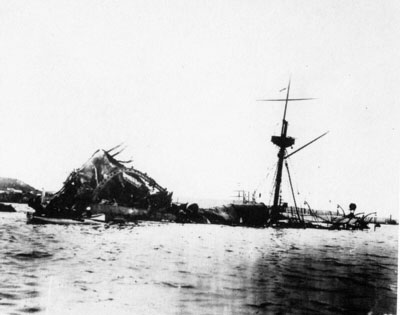
Spansk-amerikanska kriget utkämpas 1898.

## Händelser
- 1890 - Massakern vid Wounded Knee äger rum 29 december.
- 1896 - De första moderna olympiska spelen hålls i Aten.
- 1897 - Andree-expeditionen sker juli-oktober.
- 1898 - Spansk-amerikanska kriget utkämpas.
- 1899 - Andra Boerkriget bryter ut.

## Födda
- 12 mars 1890 – Evert Taube, svensk författare, kompositör, trubadur, lutspelare, sångare och konstnär.
- 28 december 1890 - Gösta Ekman, svensk skådespelare och teaterdirektör.
- 1891
  - 20 januari - Ernst Rolf, svensk revyartist.
  - 14 april - Karl Gerhard, svensk revyartist.
- 20 augusti 1898 - Vilhelm Moberg, svensk författare.
- 10 maj 1899 - Fred Astaire, amerikansk dansare.

## Avlidna
- 4 februari 1894 – Adolphe Sax, saxofonens uppfinnare.
- 10 december 1896 – Alfred Nobel, svensk uppfinnare, Nobelprisets stiftare.